# Лоренсит
Лоренсит (рос. лоренсит; англ. lawrencite; нім. Lawrencit m) — мінерал, хлористе залізо шаруватої будови.
Хімічна формула: FeCl2. Містить (%): Fe — 44,06; Cl — 55,94.
Сингонія тригональна.
Вид дитригонально-скаленоедричний.
Природний — тільки масивний.
Штучний лоренсит утворює тонкі шестикутні пластинки по (0001).
Спайність по (0001) досконала.
Густина 3,16.
М'який.
Колір зелений до коричневого, свіжий штучний — білий.
Розчиняється у воді, на повітрі переходить у FeCl3.
Двозаломлення слабке.
Зустрічається в тріщинах залізних метеоритів; відомий як продукт згону на Везувії. Знайдений також у самородному залізі в Ґренландії. Рідкісний.
За ім'ям англійського мінералога Дж. Лоуренса Сміта (J. Lawrens Smith), A.C.R. Daubree, 1877.
Синоніми (помилкові назви) — лавренсит, лауренсит.